# 阿莉莎·安德森
阿莉莎·安德森（英語：Alyssa Anderson，1990年9月30日—），美国女子游泳运动员，主攻蝶泳和自由泳。她曾代表美国参加2012年夏季奥林匹克运动会游泳比赛，获得女子4×200米自由泳接力金牌。